# Automolus leucophthalmus
El ticotico ojiblanco o ticotico ojo blanco (Automolus leucophthalmus), también denominado tacuarero ojo blanco (en Argentina), es una especie de ave paseriforme de la familia Furnariidae perteneciente al género Automolus. Es nativa de la Mata Atlántica del centro sureste de América del Sur.

## Distribución y hábitat
Se distribuye por el sureste, parte del centro oeste y sur de Brasil, este de Paraguay y extremo noreste de Argentina.
Esta especie es considerada bastante común en su hábitat natural, el sotobosque de selvas húmedas de la Mata Atlántica y renovales, principalmente por debajo de los 1000 m de altitud. Aunque su población no está cuantificada es considerada un ave común a pesar de sospecharse una tendencia de declive debido a la destrucción de su hábitat.

## Sistemática

### Descripción original
La especie A. leucophthalmus fue descrita por primera vez por el naturalista alemán Maximilian zu Wied-Neuwied en 1821 bajo el nombre científico Anabates leucophthalmus; su localidad tipo es: «Río Cachoeira, Bahia, Brasil.»

### Etimología
El nombre genérico masculino «Automolus» deriva del griego «automolos»: desertor; y el nombre de la especie «leucophthalmus», proviene del griego «leukos»: blanco, y «ophthalmos»: ojo, significando «de ojo blanco».

### Taxonomía
El ticotico de Pernambuco (Automolus lammi) era hasta recientementera considerado una subespecie de la presente pero fue separado con base en significativas diferencias de vocalización y algunas diferencias de plumaje. La separación fue aprobada en la Propuesta N° 369 al Comité de Clasificación de Sudamérica (SACC).
La subespecie sulphurascens varía clinalmente, las poblaciones de áreas más húmedas som más oscuras que aquellas del interior seco, más pálidas. La subespecie bangsi (de Bahia) es un sinónimo de la nominal, consecuencia de la confusión en relación con la localidad tipo de la nominal.

### Subespecies
Según las clasificaciones del Congreso Ornitológico Internacional (IOC) y Clements Checklist v.2018, se reconocen dos subespecies, con su correspondiente distribución geográfica:
- Automolus leucophthalmus leucophthalmus (Wied-Neuwied, 1821) – este de Brasil (este de Bahia).
- Automolus leucophthalmus sulphurascens (M.H.C. Lichtenstein, 1823) – centro sur y sureste de Brasil (sureste de Mato Grosso, sur de Goiás y sur de Bahia hacia el sur hasta Rio Grande do Sul), este de Paraguay y noreste de Argentina (Misiones).